# V443 Геркулеса
V443 Геркулеса (лат. V443 Herculis), HD 342007 — двойная катаклизмическая симбиотическая переменная звезда типа Z Андромеды (ZAND) в созвездии Геркулеса на расстоянии приблизительно 6916 световых лет (около 2120 парсек) от Солнца. Визуальная звёздная величина звезды — от +11,72m до +11,42m. Орбитальный период — около 599,4 суток.
Открыта Уильямом Тиффтом и Джесси Гринстейном в 1958 году**.

## Характеристики
Первый компонент — аккрецирующий белый карлик спектрального класса O. Масса — около 0,7 солнечной*. Эффективная температура — около 15500 К*.
Второй компонент — красный гигант спектрального класса M3ep, или M5III, или M5,5III, или M5,5. Масса — около 1,4 солнечной, радиус — около 62,17 солнечного, светимость — около 688,065 солнечной. Эффективная температура — около 3749 К.